# Ladislav Pecko
Ladislav Pecko (ur. 27 czerwca 1968 w Kraśnie nad Kysucou) – słowacki piłkarz występujący na pozycji pomocnika. Wcześniej reprezentant Czechosłowacji. Trener piłkarski.

## Kariera klubowa
Pecko całą zawodową karierę związany był ze Slovanem Bratysława. W latach 1988–2004 wystąpił w jego barwach 431 razy i zdobył 30 bramek. W tym czasie zdobył z zespołem również mistrzostwo Czechosłowacji (1992), cztery mistrzostwa Słowacji (1994, 1995, 1996, 1999), trzy Puchary Słowacji (1994, 1997, 1999) oraz dwa Superpuchary Słowacji (1994, 1996).

## Kariera reprezentacyjna
W reprezentacji Czechosłowacji Pecko zadebiutował 13 października 1990 roku w przegranym 1:2 meczu eliminacji Mistrzostw Europy 1992 z Francją. 27 marca 1991 roku w wygranym 4:0 towarzyskim pojedynku z Polską strzelił swojego jedynego gola w kadrze Czechosłowacji. W latach 1990–1992 rozegrał w niej łącznie 11 spotkań. Następnie, między 1995 a 2001 rokiem zagrał także w sześciu meczach reprezentacji Słowacji.